# Jimi Plays Monterey
Jimi Plays Monterey uživo je album američkog glazbenika Jimija Hendrixa, postumno objavljen u veljači 1986. godine od izdavačke kuće Reprise Records.

## O albumu
Album sadrži snimke koje je sastav The Jimi Hendrix Experience izveo na Monterey Pop festivalu 18. lipnja 1967. godine. Među pjesma s njihovog prvijenca Are You Experienced na albumu se nalaze i obrade "Killing Floor" (Howlin' Wolf), "Like a Rolling Stone" (Bob Dylan), "Rock Me Baby" (B.B. King) i "Wild Thing" (Chip Taylor).
Verzija pjesme "Wild Thing" koja se nalazi na albumu jedna je od najpoznatijih njenih uživo izvedbi kao i kultni trenutak u rock povijesti kada je Hendrix na kraju zapalio i razbio svoju gitaru.
O albumu je također snimljen kratki dokumentarni film kojem je režiser bio Donn Alan "D. A." Pennebaker, a objavljen je 1986. godine. Film sadrži intervjue poznatih rock zvijezda te umjetničko djelo Dennyja Denta kojeg je stvarao tijekom izvedbe "Can You See Me".

## Popis pjesama
Sve pjesme napisao je Jimi Hendrix, osim gdje je drugačije naznačeno.
| Br. | Skladba                | Autor                       | Trajanje |
| --- | ---------------------- | --------------------------- | -------- |
| 1.  | »Killing Floor«        | Chester Arthur Burnett      | 3:37     |
| 2.  | »Foxy Lady«            |                             | 3:34     |
| 3.  | »Like a Rolling Stone« | Bob Dylan                   | 6:50     |
| 4.  | »Rock Me Baby«         | Bihari brothers, B. B. King | 3:29     |
| 5.  | »Hey Joe«              | Billy Roberts               | 4:03     |
| 6.  | »Can You See Me«       |                             | 2:43     |
| 7.  | »The Wind Cries Mary«  |                             | 3:46     |
| 8.  | »Purple Haze«          |                             | 5:06     |
| 9.  | »Wild Thing«           | Chip Taylor                 | 6:59     |

## Izvođači
- Jimi Hendrix - električna gitara, vokal
- Mitch Mitchell - bubnjevi
- Noel Redding - bas-gitara

## Vanjske poveznice
- Discogs - recenzija albuma

Jimi Plays Monterey u internetskoj bazi filmova IMDb-a